# Soteska Dadès
Soteska Dadès (arabsko مضايق دادس, latinizirano: Maḍāyiq Dādis; francosko Gorges du Dadès, izgovorjava [ɡɔʁʒ dy dadɛs]), imenovane tudi dolina Dades, je niz razgibanih sotesk vadi, ki jih je izdolbla reka Dadès v Maroku. Reka izvira v pogorju Visokega Atlasa v gorovju Atlas, teče približno 350 kilometrov jugozahodno, preden se združi z reko Draa na robu Sahare. Stene soteske segajo od 200 do 500 metrov.

## Nastanek
Območje, ki zdaj tvori sotesko Dadès, je pred milijoni let ležalo na dnu morja. Velike količine sedimenta so bile odložene okoli velikanskih koralnih grebenov in sčasoma se je ta material stisnil v različne sedimentne kamnine, kot sta peščenjak in apnenec. Sčasoma je gibanje zemeljske skorje povzročilo, da se je regija dvignila nad morje ter oblikovala gorovje Atlas in okoliško pokrajino.
Reka Dadès je svoj tok vzpostavila precej zgodaj v tem preobratu in tekoča voda je začela erodirati porozno sedimentno kamnino gora. Večji del leta ima Dadès razmeroma šibek pretok zaradi suhega podnebja na tem območju. Vendar pa lahko med sezono neviht v reko naenkrat stečejo ogromne količine vode, ki ustvarjajo hudournike z ogromno erozijsko močjo. Ti hudourniki nosijo velike količine naplavin od izvira vse do konca izliva reke in vsak kos strga po mehkejši skali v stenah soteske ter postopoma širi in poglablja sotesko z vsako sezono poplav.

## Flora in favna
Najjužnejše soteske so znane po obsežni pridelavi vrtnic, ki se uporabljajo za proizvodnjo rožne vode. Tu so tudi nasadi palm in mandljev.

## Galerija
- Gorski prelaz v soteski Dadès
- Soteske Dadès in gorovje Atlas
- Vas v dolini Dadès
- V soteski v mraku
- Pastir v soteski Dades